# Kota Yamada
Kota Yamada (山田 康太 Yamada Kota?), född 10 juli 1999 i Kanagawa prefektur, är en japansk fotbollsspelare.
I maj 2019 blev han uttagen i Japans trupp till U20-världsmästerskapet 2019.